# Batalla de Mouilleron-le-Captif
La batalla de Mouilleron-le-Captif va tenir lloc el 8 de novembre de 1795 durant la guerra de Vendée.

## Procés
El 8 de novembre de 1795, el general republicà Charles-François Raoul va sortir de La Roche-sur-Yon a la recerca de l'enemic. Prop de Mouilleron-le-Captif, es va trobar amb una columna de la divisió Pays de Retz, de 500 a 600 homes, entre 60 i 80 cavallers, que marxaven per atacar un comboi a Dompierre-sur-Yon i marxaven sense sospitar cantant. La presència de Charette al capdavant d'aquesta columna no és segura. Aleshores, Raoul posa en una emboscada els seus homes i sorprèn completament els Vendéans que fugen.

## Pèrdues
Segons l'informe de Raoul, els Vendéens van deixar 25 morts i van abandonar una bandera i diversos fusells anglesos.